# Culex erraticus
Culex erraticus (Dyar & Knab, 1906) è una specie di zanzara della famiglia Culicidae presente nelle Americhe.
Le zanzare C. erraticus depositano le uova in strutture chiamate “egg rafts” ("zattere di uova") che galleggiano sulla superficie delle acque stagnanti, di solito deponendole sui margini delle foglie delle piante acquatiche.
È noto che in Florida questa specie di insetti sopravvive all'inverno riparandosi nelle tane delle tartarughe Gopherus polyphemus da ottobre a febbraio.
Gli esemplari femminili sono zanzare che pungono con aggressività e succhiano sangue da uccelli, mammiferi, anfibi e rettili. Questi insetti sono spesso infetti con il virus dell'encefalite equina orientale e possono rappresentare un pericolo per la salute pubblica per la potenziale trasmissione di tale arbovirus agli esseri umani. È inoltre uno dei vettori del virus della febbre del Nilo occidentale.